# Crnokrpica
Crnokrpica ili pjegava crnokrpica (latinski: Telescopus fallax) zmija je iz porodice guževa koja živi u Sredozemlju i Kavkazu.

## Rasprostranjenost
Javlja se u Italiji, Grčkoj, Albaniji, obalnoj Sloveniji, Hrvatskoj, Hercegovini, Crnoj Gori, Sjevernoj Makedoniji, južnoj Bugarskoj, Turskoj, Malti, Cipru, Iranu, Iraku, Libanonu, Siriji, Izraelu, južnoj Rusiji (u regiji Kavkaza), Armeniji, Gruziji i Azerbajdžanu.

## Ekologija i biologija
Hrani se uglavnom macaklinima i gušterima.
Zmiju se nalazi u grmlju, na otvorenom, u šumama, na plažama i na stablima ili zidovima kuća. Aktivna je uglavnom od ožujka do studenog, iako može biti aktivna i tijekom zimskih mjeseci. Zmija polaže 5 do 15 jaja, obično u lipnju ili srpnju, a mladi se izlegu krajem ljeta. Zrelost dostiže s otprilike 3 do 4 godine starosti, a maksimalni životni vijek može biti između 24 i 33 godine, pri čemu mužjaci žive dulje od ženki. Smatra se da je prosječna duljina generacije oko 5 godina.
Crnokrpice mogu doseći duljinu do 100 cm.

## Podvrste
Priznato je 5 podvrsta:
- Telescopus fallax fallax (Fleischmann, 1831.), ujedno i jedina poznata podvrsta u Hrvatskoj
- Telescopus fallax cyprianus (Barbour i Amaral, 1927.)
- Telescopus fallax iberus (Eichwald, 1831.)
- Telescopus fallax pallidus (Stepanek, 1944.)
- Telescopus fallax syriacus (Boettger, 1880.)

## Otrovnost
Crnokrpica se ne smatra prijetnjom ljudima.

## Galerija
- Glava crnokrpice
- Jedinka s otoka Malte
- Viseći s drvenog štapa
- Crnokrpica s guštericom Podarcis filfolensis

## Vanjske poveznice
|  | Zajednički poslužitelj ima stranicu o temi Telescopus fallax    |
|  | Zajednički poslužitelj ima još gradiva o temi Telescopus fallax |
|  | Wikivrste imaju podatke o taksonu Telescopus fallax             |

- Opažanja, iNaturalist